# Bokeem Woodbine

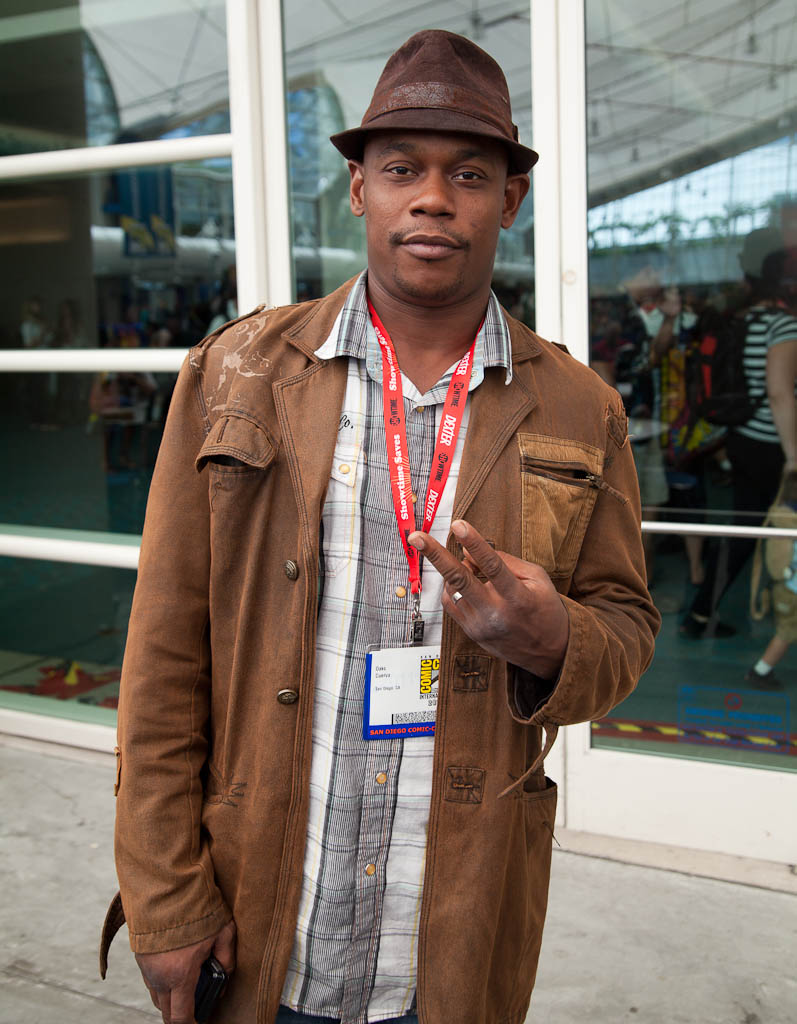
Bokeem Woodbine (2011)

Bokeem Woodbine (* 13. April 1973 in New York City) ist ein US-amerikanischer Schauspieler.

## Leben
Woodbine wuchs in Harlem in New York City auf. Er besuchte zunächst die Dalton School in New York, bevor er an die LaGuardia School of Music and Art wechselte. Im Alter von 19 Jahren spielte er in Forest Whitakers Regiedebüt Schule der Gewalt (1993) mit. Nach der Fertigstellung des Films Jason’s Lyric (1994) zog er nach Los Angeles. Seitdem war er in mehreren Fernsehserien und Spielfilmen zu sehen, unter anderem in Ray (2004), Devil (2010), Total Recall (2012) und Fargo (2015). Seine Filmographie umfasst mehr als 80 Produktionen. In dem 2013 veröffentlichten Videospiel Payday 2 tritt Woodbine mehrmals als „Der Elefant“ in Erscheinung und vergibt mehrere Aufträge an den Spieler.

## Filmografie (Auswahl)
- 1992: Juice – City-War (Juice)
- 1993: CBS Schoolbreak Special (Fernsehserie, Episode 10x03)
- 1993: Schule der Gewalt (Strapped)
- 1994: Crooklyn
- 1994: Jason’s Lyric
- 1995: Dead Presidents
- 1995: Akte X – Die unheimlichen Fälle des FBI (The X-Files, Fernsehserie, Episode 3x05)
- 1995: Panther
- 1996: Freeway
- 1996: The Rock – Fels der Entscheidung (The Rock)
- 1996: The Elevator
- 1997: Gridlock’d – Voll drauf! (Gridlock’d)
- 1997: New York Undercover (Fernsehserie, Episode 3x23)
- 1998: Fast Helden (Almost Heroes)
- 1998: The Big Hit
- 1999: Lebenslänglich (Life)
- 1999: The Runner
- 1999: Rage – Irrsinnige Gewalt (All the Rage)
- 1999: Die Sopranos (The Sopranos, Fernsehserie, Episode 1x10)
- 2000: Battery Park (Fernsehserie, 6 Episoden)
- 2000: City of Angels (Fernsehserie, 4 Episoden)
- 2000: Sacrifice – Der Sweetwater-Killer (Sacrifice)
- 2001: Dark Species – Die Anderen (The Breed)
- 2002: Hard Cash – Die Killer vom FBI (Run for the Money)
- 2002: Sniper 2
- 2004: CSI Miami (Fernsehserie, Episode 3x02)
- 2004: Ray
- 2005: Bones – Die Knochenjägerin (Bones, Fernsehserie, Episode 1x06)
- 2006: Blade – Die Jagd geht weiter (Blade: The Series, Fernsehserie, 2 Episoden)
- 2007–2009: Saving Grace (Fernsehserie, 19 Episoden)
- 2008: The 5th Commandment – Du sollst nicht töten (The Fifth Commandment)
- 2008: The Poker House
- 2010: Devil – Fahrstuhl zur Hölle (Devil)
- 2011–2012: Southland (Fernsehserie, 5 Episoden)
- 2012: Total Recall
- 2013: Seelen (The Host)
- 2013: Riddick: Überleben ist seine Rache (Riddick)
- 2014: Jarhead 2 – Zurück in die Hölle (Jarhead 2: Field of Fire)
- 2015, 2020 Fargo (Fernsehserie, 11 Episoden)
- 2015: Life in Pieces (Fernsehserie 1x03)
- 2017: Underground (Fernsehserie, 8 Episoden)
- 2017: Spider-Man: Homecoming
- 2018: Unsolved (Fernsehserie, 10 Episoden)
- 2018: Billionaire Boys Club
- 2018: Operation: Overlord (Overlord)
- 2019: In the Shadow of the Moon
- 2019: Queen & Slim
- 2020: Spenser Confidential
- 2021: Ghostbusters: Legacy (Ghostbusters: Afterlife)
- 2022: The Inspection
- 2022–2024: Halo (Fernsehserie)
- 2023: Earth Mama
- 2023: Old Dads
- 2024: Ripley (Fernsehserie)